# Tortel
Tortel ist eine Kommune im Süden der chilenischen Región de Aysén (Region XI). Insgesamt leben hier rund 500 Einwohner.

## Geografie
Caleta Tortel liegt 462 km südwestlich von Coyhaique. Das Klima ist aufgrund der südlichen Lage bereits recht polar, die Wintertemperaturen fallen bis auf −20 °C.

## Geschichte
1899 erforschte der deutsche Geograf Hans Steffen West-Patagonien. Der italienische katholische Pater Antonio Ronchi errichtete in der Gegend über rund 30 Jahre hinweg viele kleine Kirchen.

## Wirtschaft
Der Ort liegt etwas abseits der Carretera Austral, die hier eine kleine Fährverbindung über den Río Bravo und den Mitchell-Fjord nutzen muss. Fischfang und Tourismus spielen eine Rolle.

## Tourismus
Der Río Baker und Río Bravo sind beliebte Angelgebiete. Im Nordwesten liegt der Nationalpark Laguna San Rafael mit seinen Gletschern. Dort liegt auch der Hafenort Caleta Tortel, der einen kleinen Flughafen besitzt. Im Süden liegt der riesige Nationalpark Bernardo O’Higgins.